# Schriftrolle
Die Schriftrolle (auch Buchrolle oder Volumen genannt) ist eine beschriftete Papyrus- oder Pergamentbahn in Rollenform und die typische Buchform des Altertums. In der Spätantike setzte sich als neue Buchform der Kodex durch, für den zunehmend Pergament verwendet wurde und dessen Form weitgehend dem heutigen Buch aus Papier entspricht.
Im Mittelalter wurden Schriftrollen aus Pergament vor allem noch für Verzeichnisse in der Verwaltung verwendet. Hierfür werden auch die Bezeichnung Rotulus (lateinisch) sowie die davon abstammenden deutschen Bezeichnungen Rodel und Rödel verwendet (auch das Wort Rolle stammt von lateinisch rotulus und rotula ab). Vereinzelt gab es Rotuli aus Papier (beispielsweise einen Papier-Rotulus über die Prozessauslagen des Stiftes Essen 1353–1355).

## Herkunft und Verbreitung

### Schriftrollen im Altertum

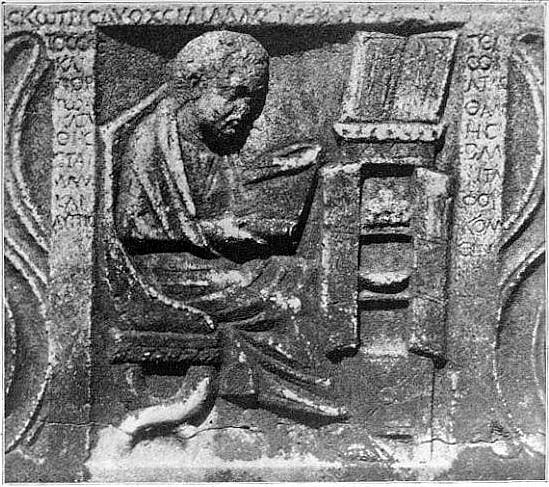
Ein Römer liest eine Schriftrolle (Darstellung auf einem römischen Sarkophag)

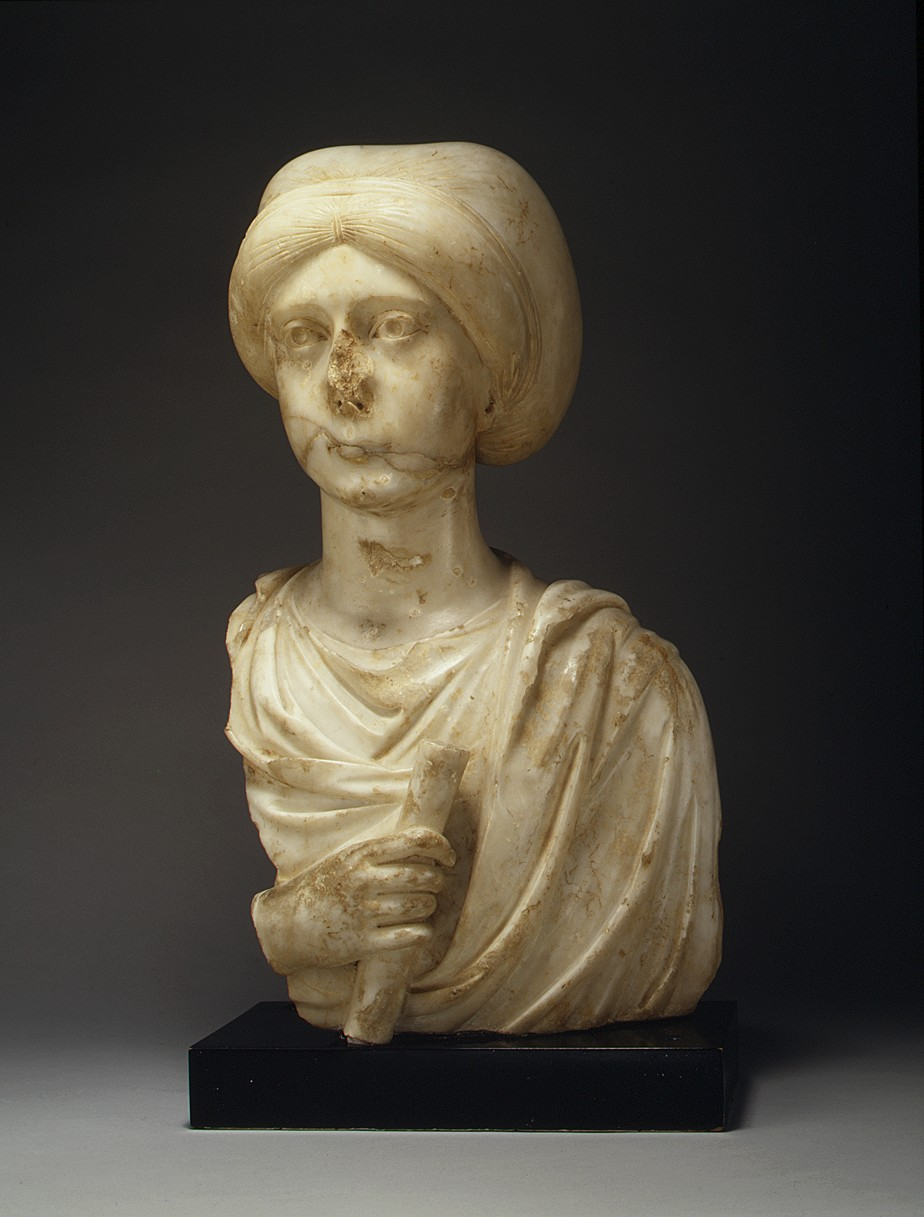
Eine Aristokratin (vielleicht Anicia Iuliana) mit einer Schriftrolle als Symbol ihrer Bildung (Büste aus dem frühen 6. Jahrhundert)

Antike Schriftrollen sind aus vielen Kulturen erhalten, die ältesten stammen aus Ägypten. Im Alten Ägypten ist die Schriftrolle aus Papyrus seit dem 4. Jahrtausend v. Chr. bekannt.
Von Ägypten wurde die Schriftrolle in Griechenland übernommen. Nach Herodot hat der Papyrus das Leder als Beschreibstoff verdrängt. In Griechenland war die Papyrusrolle seit dem 6./5. Jahrhundert v. Chr. verbreitet, in Rom nicht vor dem 3./2. Jahrhundert v. Chr.
Die Schriftrollen wurden im 4. und 5. Jahrhundert n. Chr. weitgehend durch den Kodex verdrängt, einen gebundenen Block von Pergament- oder Papyrusbögen, der im Wesentlichen der heutigen Buchform entspricht. Teils erhielt sich die Rollenform für literarische Texte noch bis ins 6. Jahrhundert, insbesondere in Ostrom. Die Schriftrolle galt noch im 6. Jahrhundert als Symbol für klassische Bildung (paideia).
Als Ägypten im 7. Jahrhundert an die Araber fiel, wurde Papyrus auch im Byzantinischen Reich selten. Auf Papyrusrollen geschriebene Urkunden sind dennoch bis in das 11. Jahrhundert überliefert.
Um die Titel und den Verfasser eines Werkes anzugeben, wurden Sillybos (griech., Sing. sillybos; lat., tituli od. indices) verwendet, das waren Pergamentstreifen die an den Schriftrollen der Antike angebracht waren.

### Rotuli im Mittelalter

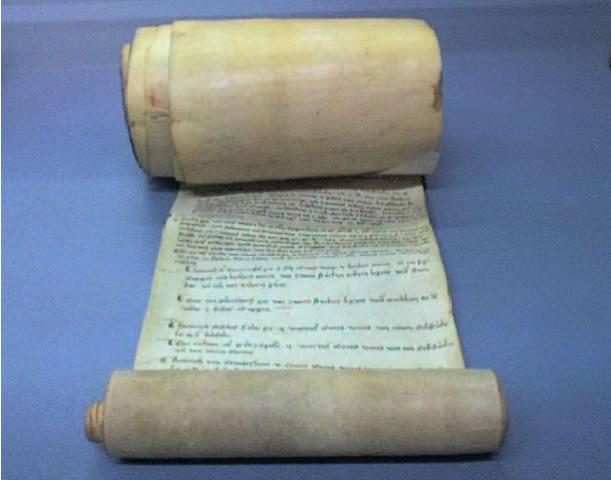
Urbar-Rödel, Chorfrauenstift Säckingen, entstanden um 1310. Schreibrichtung quer zur Längsseite.

Im europäischen Mittelalter wurden literarische, liturgische und wissenschaftliche Bücher fast ausschließlich als Kodex hergestellt. Schriftrollen kamen seit dem 9. Jahrhundert über Byzanz auch im westlichen Europa in Gebrauch. Sie breiteten sich besonders in England seit dem 12./13. Jahrhundert in der Verwaltung aus, z. B. für Abrechnungen und Besitzverzeichnisse (siehe auch Urkunden des Mittelalters und der Frühen Neuzeit) und wurden dann auch für Werke genealogischen oder historischen Inhalts verwendet. Aus dem Frühmittelalter findet sich südlich der Alpen meist der Rotulus, dagegen sind aus den Gebieten nördlich der Alpen vor allem mehrfach gefaltete Pergamentblätter vorhanden.
Im deutschen Mittelalter wurden insbesondere grundherrschaftliche Verzeichnisse als Rotuli geführt. Darauf beziehen sich auch die deutschen Worte Rodel und Rödel, mit denen man überwiegend Urbare bezeichnete. Die Bürgerrolle (auch Bürgerprotokoll, Bürgeraufnahmebuch, libri civium, burbok oder Bürgerbuch) verzeichnete alle Personen mit zuerkannten städtischen Bürgerrechten. Der alemannische Sprachgebrauch verwendet dafür bis heute synonym den Ausdruck Rodel. Die Bezeichnungen unterscheiden je nach Verwendungszweck, so gab es Fleckenrodel oder Pfandrodel. Dem Gebrauch von Rotuli für listenartige Verzeichnisse entstammen auch moderne Bezeichnungen wie Stammrolle, Handwerksrolle und Musterrolle.

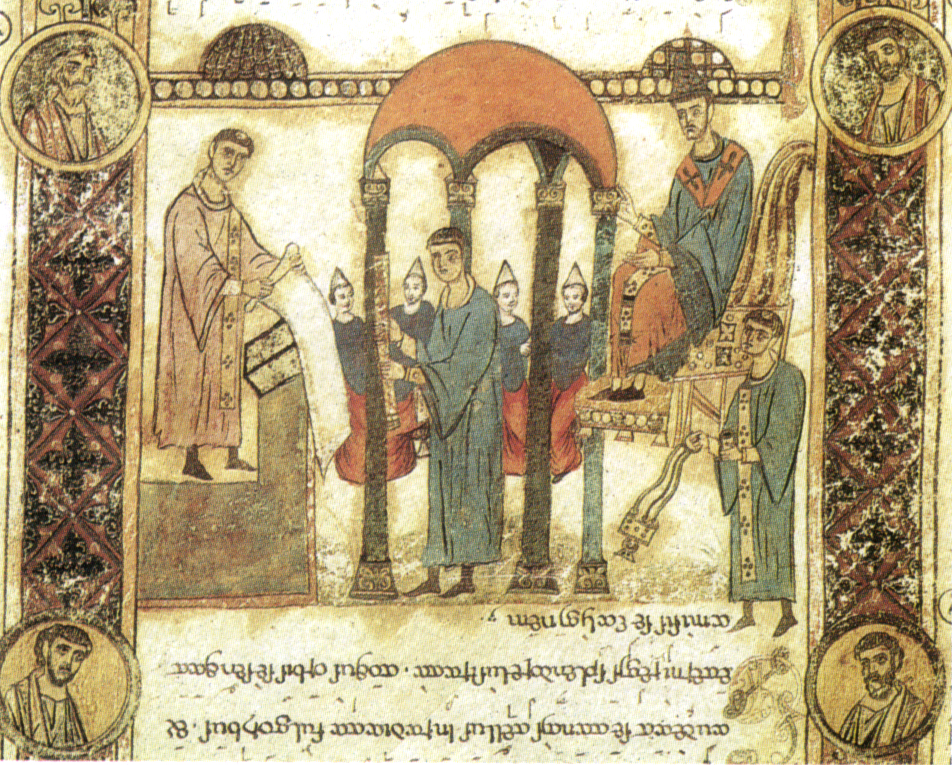
Aus der Exultetrolle des Kapitelarchivs in Bari, 11. Jh.

In Süditalien sind Rotuli als liturgische Handschriften für das Exsultet in Gebrauch (Exultet-Rolle). Diese reich illustrierten Handschriften richten Bilder und Text umgekehrt aus, da der Rotulus beim Verlesen über die Kante des Pultes abgerollt wurde, so dass er außen herunterhing. Auf der Außenseite waren dann die Bilder für das Publikum richtig ausgerichtet, während der Lektor sie auf dem Kopf sah. In England war der Rotulus besonders lange für die Abrechnungen der Sheriffs gegenüber der Zentrale im Gebrauch (Pipe rolls).
Bis in die frühe Neuzeit gab es vor allem in Benediktinerklöstern die so genannten Totenrotel aus aneinandergeklebten Pergamentstücken. Mit ihnen wurden zum Zwecke des Gebetsgedenkens andere Konvente vom Tod eigener Mönche unterrichtet.

### Heutiger Gebrauch

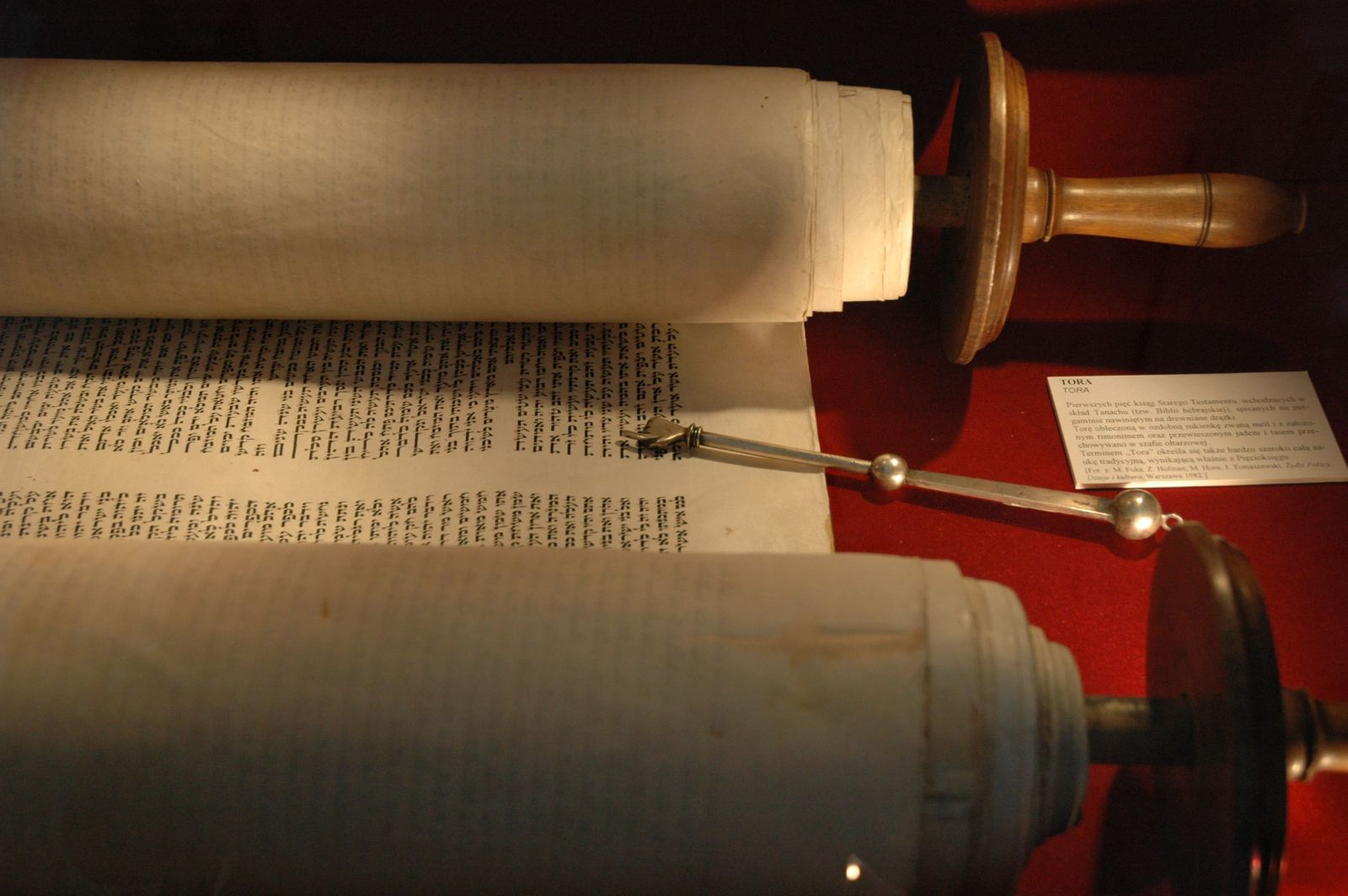
Torarolle mit Jad (Zeigestab)

Heute werden nur noch sehr wenige Texte als Schriftrolle ausgeführt. Im jüdischen Gottesdienst hat sich die Tradition der handgeschriebenen Schriftrolle (hebräisch מְגִלָּה Megilla) bis heute in der Torarolle und anderen biblischen Büchern für den gottesdienstlichen Gebrauch erhalten. Da sie den Gottesnamen enthalten, werden sie mit besonderer Sorgfalt behandelt und dürfen mit den Händen nicht berührt werden. Der Plural von מְגִלָּה lautet מְגִלַּת [məˈgillɔt]. Wenn von den Megillot die Rede ist, so sind damit eigentlich stets die fünf Festrollen gemeint.
Im Judentum gibt es auch Abschriften in Kodexform. Diese sind nicht für den Gottesdienst gedacht, sondern als Vorlagen zum Abschreiben.

## Herstellung

### Materialien

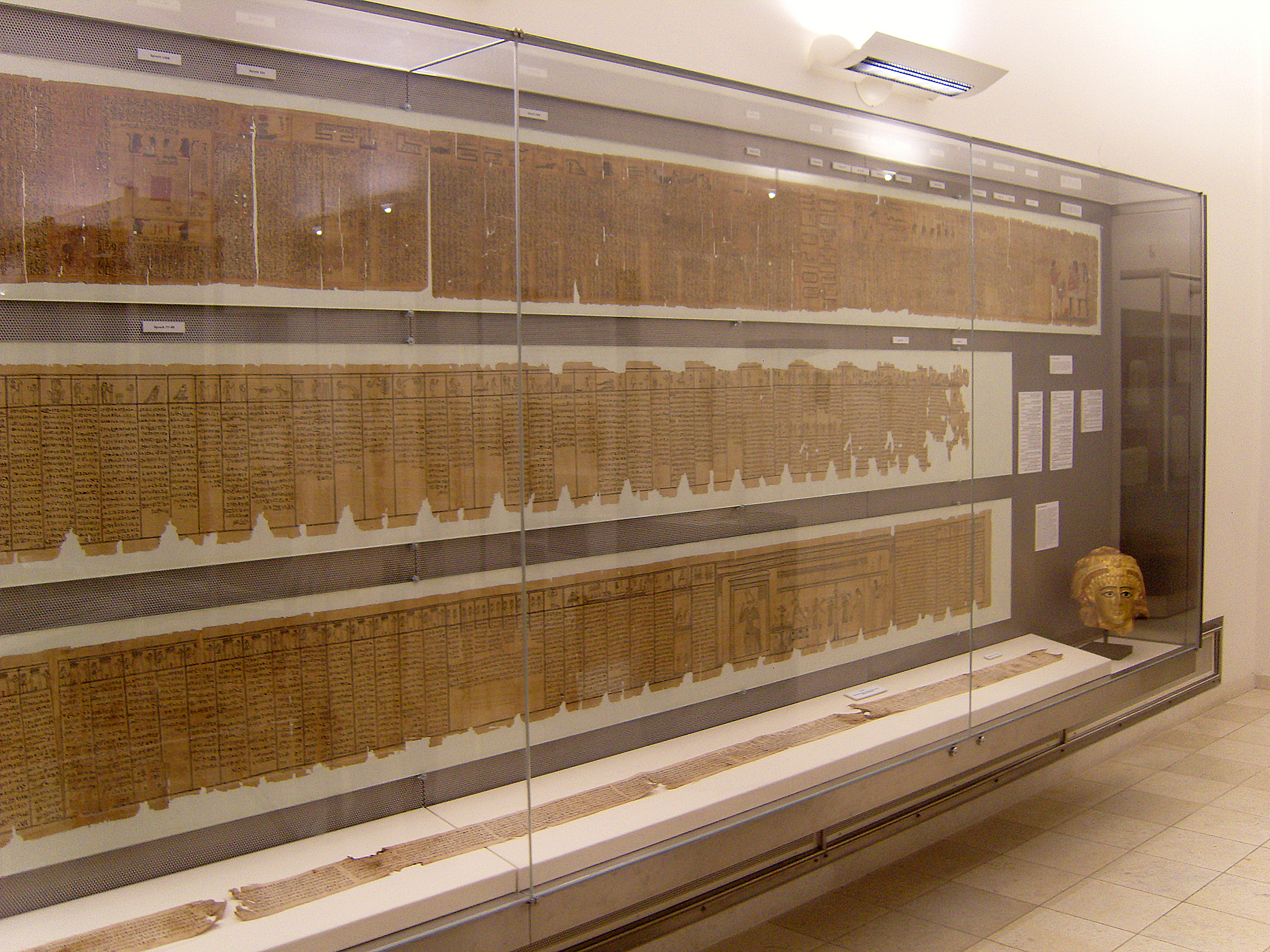
Ausgerollte Papyrus-Schriftrollen aus dem Alten Ägypten im Papyrusmuseum in Wien. Schreibrichtung parallel zur Längsseite.

Die Schriftrolle bestand zumeist aus Papyrus und war bis in das 4. Jahrhundert n. Chr. die vorherrschende Buchform des Altertums. In der Bibliothek der Attaliden in Pergamon sind im 2. Jahrhundert v. Chr. Pergamentrollen literarisch bezeugt. In der Spätantike setzte sich als Buchform der Kodex und als Beschreibstoff Pergament durch. Erheblich seltener waren Schriftrollen aus Leder oder Pergament. Diese Beschreibstoffe sind insgesamt dauerhafter als Papyrus, der vor allem gegen den Einfluss von Feuchtigkeit empfindlich ist.
Lederrollen waren unter anderem bei den Ägyptern, Assyrern, Persern und Juden in Gebrauch. Von hoher Bedeutung sind die 1947 in Qumran gefundenen Lederrollen mit religiösen jüdischen Texten (siehe Schriftrollen vom Toten Meer).

### Verarbeitung
Eine Papyrusrolle entsteht durch Aneinanderkleben einzelner Blätter (Singular kollema; Plural kollemata). Im Durchschnitt besteht eine Rolle aus etwa 20 Blättern und erreicht bei einer Breite der Blätter von ca. 25–30 Zentimetern eine Länge von ca. 6–10 Metern.

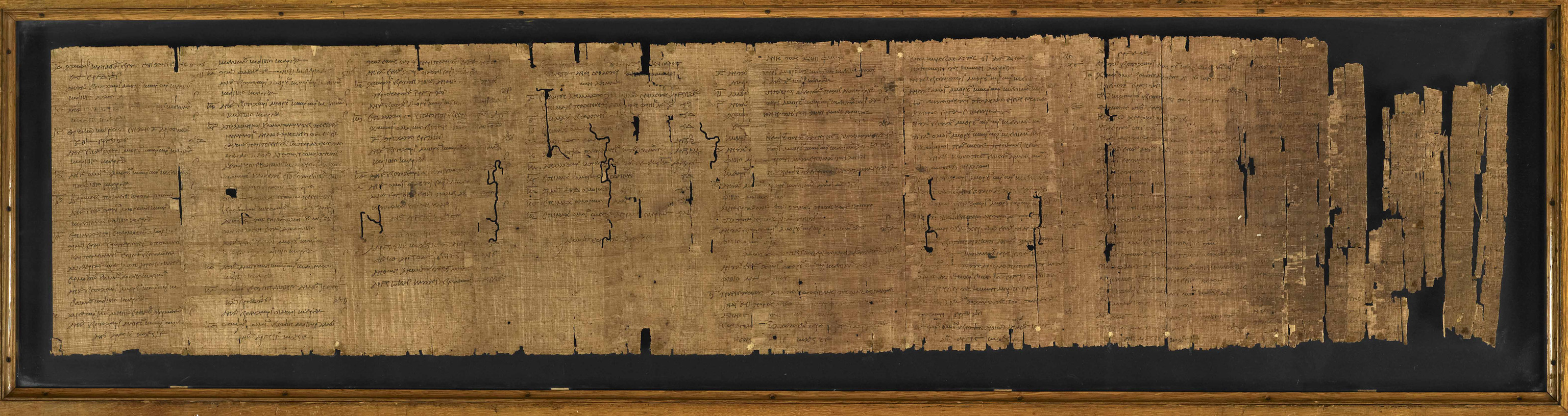
Verfassung von Athen, Ende 1. Jh., BL Papyrus 131. Bei starker Vergrößerung (mehrmals auf das Bild klicken) ist die Faserstruktur des Papyrus gut zu erkennen.

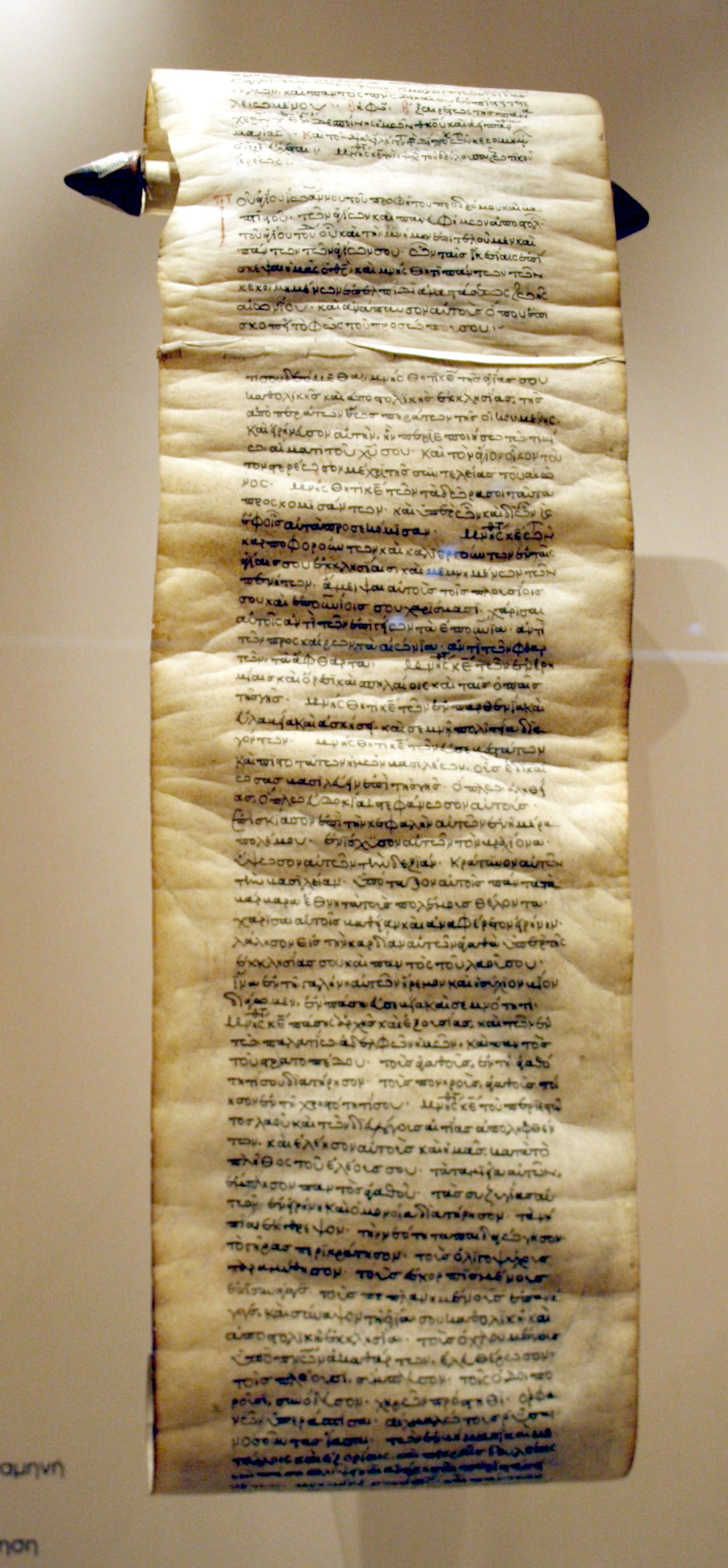
Liturgische Pergament-Schriftrolle, 13. Jahrhundert (Byzantinisches und Christliches Museum, Athen). Schreibrichtung quer zur Längsseite.

Beim Verkleben der Papyrusblätter wurde auf eine einheitliche Faserrichtung geachtet. Auf der Innenseite, der Schriftseite der Rolle (Rectoseite), verlaufen die Fasern der Blätter horizontal, weil sich beim Schreiben der Kalamos parallel zur Faserrichtung besser führen lässt. Auf der Außenseite (Versoseite), wo die Fasern vertikal verlaufen, hemmen sie den Lauf des Kalamos.
Das erste Blatt, das protokollon, ist das einzige Blatt, dessen Faserrichtung auf der Innenseite senkrecht verläuft. Es wird beim Beschreiben freigelassen und dient der Papyrusrolle als Schutzhülle. Dass auch am Ende der Rolle ein breites Feld frei bleibt, wird ebenfalls auf ästhetische Absicht und konservatorische Rücksichtnahme zurückgeführt.

### Beschriftung
Geschrieben wurde mit Tinten verschiedener Rezeptur. Verschriebene Stellen konnten mit einem Schwämmchen gelöscht und wieder überschrieben werden. Vollständig abgewaschene und neu beschriebene Papyri sind eher die Ausnahme – anders als überschriebenes Pergament (siehe Palimpsest).
Der Titel des Textes ist üblicherweise am Ende der Rolle vermerkt (explicit). Zusätzlich ist er auf der Außenseite der geschlossenen Rolle in vertikaler Richtung angebracht. Da für ein einziges Werk oft mehrere Rollen notwendig sind (die Gliederung umfangreicher antiker Texte in „Bücher“ ist hierauf zurückzuführen), müssen in diesen Fällen der Autorenname und der Titel des Werkes am Beginn und am Ende einer jeden Rolle vermerkt sein.
Papyrusrollen wurden manchmal auch auf der Rückseite (Versoseite) beschrieben, vor allem nachträglich bei einer Zweitverwendung, wenn Rollen als Makulatur aus den Archiven von Behörden ausgeschieden wurden. Dann diente die Rückseite zum Beispiel für Geschäftsaufzeichnungen oder – erheblich häufiger – für private Abschriften literarischer Texte. Solche beidseitig beschriebenen Rollen werden Opisthographon genannt, wenn die Zweitbeschriftung von derselben Hand oder aus demselben Kontext stammt. Das Opisthograph (die beschriebene Außenseite) ist meist jünger als der Text auf der Innenseite der Rolle und liefert somit für diesen einen Terminus ante quem. Wenn Rollen datierte Verwaltungstexte enthalten, lassen sich die Opisthographen zeitlich genau einordnen.
Dass ein Text auf der Innenseite begonnen und auf der Außenseite fortgesetzt wurde, kam dagegen nur selten vor (allenfalls bei Notizen oder Stoffsammlungen von Autoren).

## Schriftbild

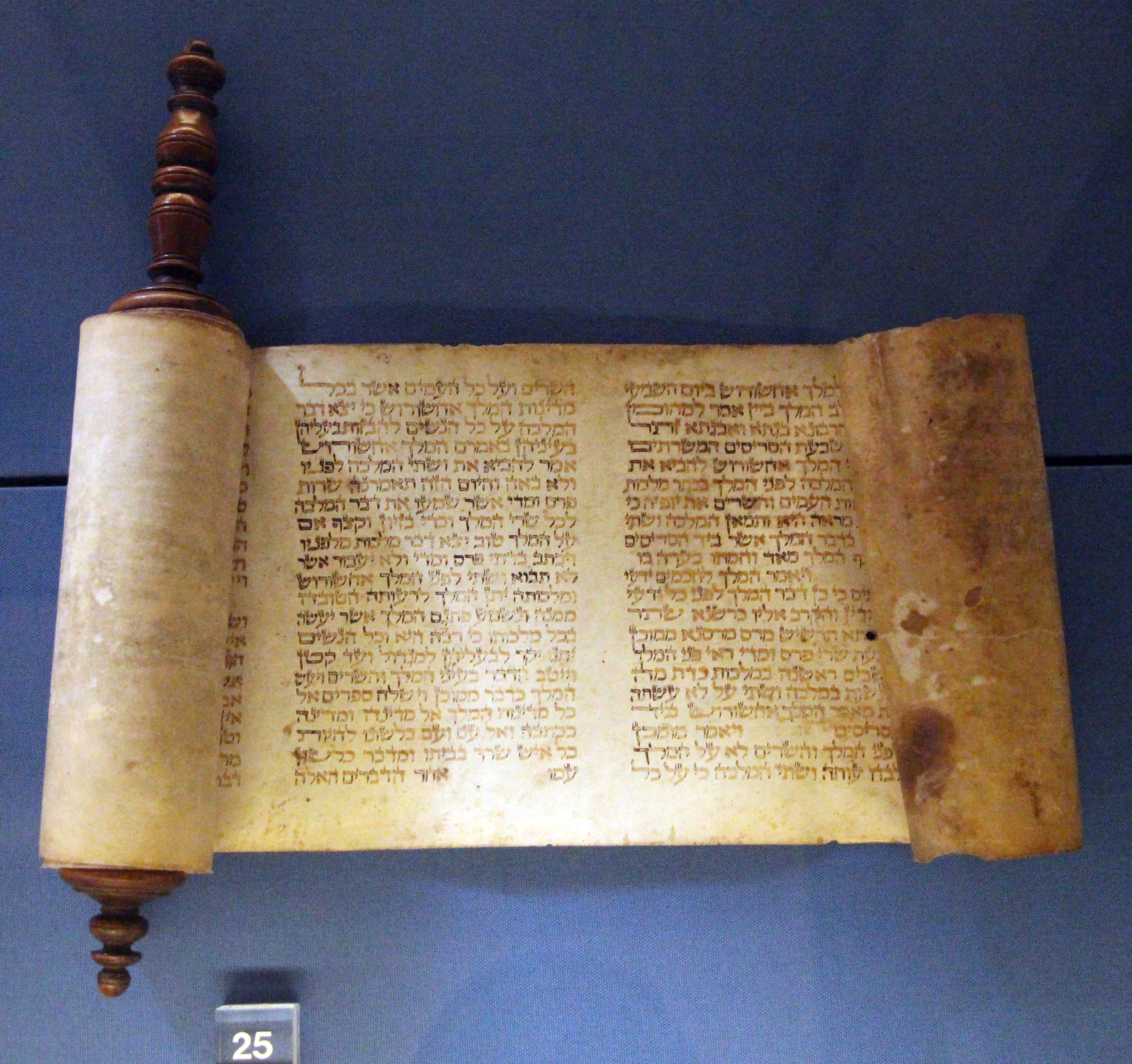
Pergament-Schriftrolle des Buchs Esther, 18. Jahrhundert (Biblioteca Medicea Laurenziana, Florenz). Maße 18 × 318 cm, traditionelle Beschriftung mit 21 Zeilen parallel zur Längsseite. Griff aus Buchsbaumholz.

Beschrieben wurden literarische Rollen (Volumen) wie auch die Torarollen parallel zum Längsrand in gleichmäßig breiten Kolumnen (griech. selis; lat. pagina, was allerdings meist Seite bedeutet) von einheitlicher Zeilenzahl, die durch Abstände (Interkolumnium) voneinander abgesetzt sind. Ober- und unterhalb der Kolumnen bleibt ein breiter Streifen frei, um einerseits den Schriftblock vor Beschädigung zu schützen und andererseits ein gefälliges Erscheinungsbild zu gewährleisten. Im Unterschied dazu verlaufen die Schriftzeilen beim vor allem im Mittelalter gebräuchlichen Rotulus quer zum Längsrand. Kurze Zeilen gelten im Schriftbild als Merkmal hoher Qualität. Die unverzichtbare begriffliche Unterscheidung von Volumen und Rotulus gemäß dem Zeilenverlauf wird, zum Teil sogar in der Fachliteratur, immer wieder missachtet, was dann zu Missverständnissen Anlass bietet.
Auf griechischen Papyri wird innerhalb der Zeilen in scriptura continua geschrieben, das heißt ohne Abstände oder Trennungszeichen zwischen den einzelnen Wörtern. In späteren literarischen Papyri finden sich verschiedene diakritische Zeichen wie z. B. Doppelpunkte zur Verdeutlichung gedanklicher Abschnitte. Sie gehen auf die textkritische Arbeit der Grammatiker an den großen hellenistischen Bibliotheken (z. B. Alexandria) zurück. Derartige Zeichen, die Verwendung bestimmter Abkürzungen wie auch verschiedene Schriftformen liefert die Paläographie wichtige Hinweise zur Datierung der Papyri. Im Unterschied zu griechischen Papyri weisen lateinische Papyri häufiger Trennungspunkte zwischen den Wörtern auf.
Illustrationen sind selten in Papyrusrollen. Wo sie vorkommen, sind in der Regel konturierte Figuren (Umrisszeichnungen) rahmenlos in den Schriftblock der Kolumne eingefügt. Von hier leitet sich in der Terminologie der Buchmalerei der Begriff Rollenstil ab.

## Handhabung

### Lesen

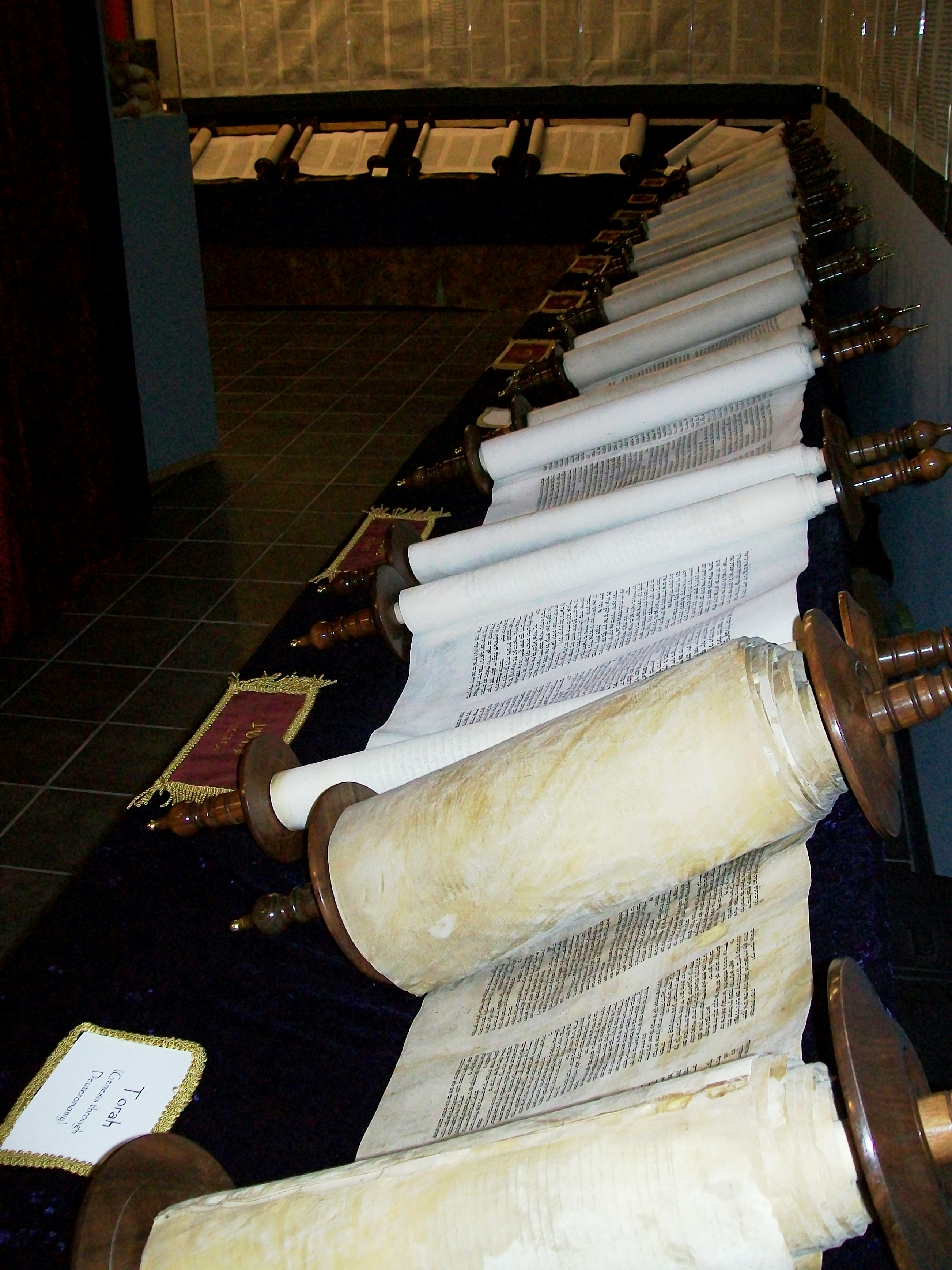
Kompletter Schriftrollensatz des Tanach

Zum Lesen einer Schriftrolle werden beide Hände benötigt. Mit der rechten Hand wird der zu lesende Text abgerollt, während mit der linken Hand der bereits gelesene Text aufgerollt wird, sofern man diesen nicht einfach lose herabhängen lässt. Für hebräische Schriftrollen, wie sie im Synagogengottesdienst verwendet werden, gilt die umgekehrte Leserichtung.
Als Rollhilfe konnte ein Holzstab (griech. omphalos; lat. umbilicus = Nabel) in die Rolle gesteckt oder auf den rechten Rand des letzten kollema geklebt werden. Eine hebräische Bibelrolle darf aus religiösen Gründen nicht mit den Händen berührt werden, sondern nur an den Griffen. Zum Lesen wird ein kleiner oft kunstvoll gestalter Zeigestab verwendet (Jad, wörtlich „Hand“). Nach der Lektüre muss die Rolle wieder zurückgerollt werden.
Aus dieser Art der Handhabung leitet sich die lateinische Bezeichnung volumen ab (wörtlich „Rolle“, von volvere „rollen“, „wälzen“).

### Aufbewahrung

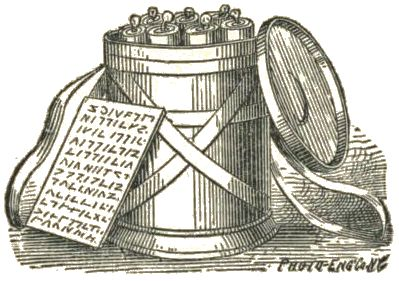
Scrinium für Schriftrollen

Rollen wurden in Körbe, Krüge oder Töpfe gestellt oder liegend in Holzgestellen, Regalen oder Schränken gestapelt. Insbesondere für Transportzwecke konnten sie auch in kasten- oder truhenförmigen Behältnissen (Bücherkästen) verwahrt werden. Derartige Behältnisse (griech. kibotos, kibotion, kiste, teuchos; lat. capsa, scrinium) sind aus zahlreichen bildlichen Darstellungen bekannt. In der römischen Welt war eine zylindrische Form typisch. In der Skulptur erscheint sie als Attribut der Gelehrsamkeit und Belesenheit als Statuenstütze neben dem Fuß des Dargestellten.
Um auch auf verwahrte Rollen gezielt zugreifen zu können, versah man sie mit kleinen Pergamentstreifen (griech. silliboi, lat. tituli), auf denen Autorenname und Buchtitel vermerkt waren. Diese Streifen wurden so am oberen Rand der Rolle befestigt, dass sie auch bei dicht gepackter Lagerung der Rollen gelesen werden konnten.
Im Vergleich zu den beidseitig geschriebenen Kodizes benötigen Schriftrollen wesentlich mehr Raum für die Aufbewahrung, da sie nur einseitig beschrieben sind und sich nicht stapeln lassen. Sie brennen auch besser.